# Herniaria acrochaeta
Herniaria acrochaeta är en nejlikväxtart som först beskrevs av Joseph Friedrich Nicolaus Bornmüller, och fick sitt nu gällande namn av Mohammad Nazeer Chaudhri. Herniaria acrochaeta ingår i släktet knytlingar, och familjen nejlikväxter. Inga underarter finns listade i Catalogue of Life.